# Persone di nome Sven
| Questa pagina contiene informazioni ricavate automaticamente dalle voci biografiche con l'ausilio del template Bio e di un bot. L'aggiornamento è periodico e automatico e ricostruisce completamente la pagina. Se manca una persona in questa lista, sei pregato di non aggiungerla, ma accertati piuttosto che la sua voce biografica contenga il template Bio e che i dati anagrafici siano correttamente compilati. Se il template Bio manca, inseriscilo tu stesso o, in alternativa, metti l'avviso {{tmp\|Bio}} che ne segnala la mancanza. Se i dati riportati sono sbagliati, correggi direttamente la voce biografica; le modifiche saranno visibili in questa lista entro pochi giorni. Per chiarimenti vedi il progetto antroponimi. La lista contiene solo le 155 persone che sono citate nell'enciclopedia e per le quali è stato implementato correttamente il template Bio. Pagina aggiornata al 16 ott 2024. |

Questa è una lista di persone presenti nell'enciclopedia che hanno il prenome Sven, suddivise per attività principale.

## Allenatori di calcio(11)
- Sven Andersson, allenatore di calcio e ex calciatore svedese (Strömstad, n. 1963)
- Sven Bender, allenatore di calcio e calciatore tedesco (Rosenheim, n. 1989)
- Sven Christ, allenatore di calcio e ex calciatore svizzero (Bienne, n. 1973)
- Sven Dahlkvist, allenatore di calcio e ex calciatore svedese (Mockfjärd, n. 1955)
- Sven Demandt, allenatore di calcio e ex calciatore tedesco (Colonia, n. 1965)
- Sven Kmetsch, allenatore di calcio e ex calciatore tedesco (Bautzen, n. 1970)
- Sven Köhler, allenatore di calcio e ex calciatore tedesco orientale (Freiberg, n. 1966)
- Sven Lüscher, allenatore di calcio e ex calciatore svizzero (n. 1984)
- Sven Rydell, allenatore di calcio, calciatore e giornalista svedese (Göteborg, n. 1905 - Göteborg, † 1975)
- Sven Vandenbroeck, allenatore di calcio e ex calciatore belga (Vilvoorde, n. 1979)
- Sven Vermant, allenatore di calcio e ex calciatore belga (Lier, n. 1973)

## Arbitri di calcio(1)
- Sven Jablonski, arbitro di calcio tedesco (n. 1990)

## Architetti(3)
- Sven Backström, architetto e urbanista svedese (Havdhem, n. 1903 - Stoccolma, † 1992)
- Sven Ivar Lind, architetto svedese (Tidaholm, n. 1902 - Danderyd, † 1980)
- Sven Markelius, architetto svedese (Stoccolma, n. 1889 - Danderyd, † 1972)

## Attori(4)
- Sven Martinek, attore tedesco (Magdeburgo, n. 1964)
- Sven Medvešek, attore e doppiatore croato (Zagabria, n. 1965)
- Sven Valsecchi, attore italiano (n. 1968)
- Sven Wollter, attore svedese (Göteborg, n. 1934 - Luleå, † 2020)

## Biatleti(2)
- Sven Fischer, ex biatleta tedesco (Smalcalda, n. 1971)
- Sven Grossegger, biatleta e ex fondista austriaco (Saalfelden am Steinernen Meer, n. 1987)

## Biologi(2)
- Sven O. Kullander, biologo e ittiologo svedese (Sollefteå, n. 1952)
- Sven Lovén, biologo e zoologo svedese (Stoccolma, n. 1809 - Stoccolma, † 1895)

## Bobbisti(2)
- Sven Peter, ex bobbista tedesco
- Sven Rühr, ex bobbista tedesco

## Calciatori(39)
- Sven Andersson, calciatore svedese (Vallentuna, n. 1907 - Solna, † 1981)
- Jonathan Asp, calciatore svedese (Malmö, n. 1990)
- Sven Axbom, calciatore svedese (Norrköping, n. 1926 - Torsås, † 2006)
- Sven van Beek, calciatore olandese (Gouda, n. 1994)
- Sven Bergqvist, calciatore e hockeista su ghiaccio svedese (Stoccolma, n. 1914 - † 1996)
- Sven Otto Birkeland, ex calciatore norvegese (n. 1948)
- Sven Botman, calciatore olandese (Badhoevedorp, n. 2000)
- Sven Braken, calciatore olandese (Maastricht, n. 1993)
- Henrik Castegren, calciatore svedese (Norrköping, n. 1996)
- Sven Di Domenico, ex calciatore lussemburghese (n. 1982)
- Sven Friberg, calciatore svedese (Lysekil, n. 1895 - Göteborg, † 1964)
- Sven Habermann, ex calciatore canadese (Berlino, n. 1961)
- Sven Hjertsson, calciatore svedese (n. 1924 - † 1999)
- Markus Holgersson, ex calciatore svedese (Landskrona, n. 1984)
- Sven Jacobsson, calciatore svedese (Masthuggs, n. 1914 - Carl Johans, † 1983)
- Sven Jajčinović, calciatore croato (Sisak, n. 1993)
- Sven Jonasson, calciatore svedese (Borås, n. 1909 - Varberg, † 1984)
- Sven Joss, calciatore svizzero (Berna, n. 1994)
- Sven Karić, calciatore sloveno (n. 1998)
- Sven Klang, calciatore svedese (Gävle, n. 1894 - Stoccolma, † 1958)
- Sven Kums, calciatore belga (Asse, n. 1988)
- Andreas Landgren, ex calciatore svedese (Helsingborg, n. 1989)
- Sven Lindberg, ex calciatore svedese (Sunne, n. 1934)
- Sven Lindman, ex calciatore svedese (n. 1942)
- Sven Lindqvist, calciatore svedese (Bromma, n. 1903 - † 1987)
- Sven Michel, calciatore tedesco (Freudenberg, n. 1987)
- Sven Mijnans, calciatore olandese (Spijkenisse, n. 2000)
- Sven Müller, ex calciatore tedesco (Burgau, n. 1980)
- Sven Neuhaus, ex calciatore tedesco (Essen, n. 1978)
- Sven Nieuwpoort, ex calciatore olandese (Den Helder, n. 1993)
- Sven Ohlsson, calciatore svedese (Örebro, n. 1888 - Örebro, † 1947)
- Sven Olsson, calciatore svedese (Göteborg, n. 1889 - Göteborg, † 1919)
- Sven Erik Sætre, ex calciatore norvegese (n. 1968)
- Sven Scheuer, ex calciatore tedesco (Böblingen, n. 1971)
- Sven Schipplock, ex calciatore tedesco (Reutlingen, n. 1988)
- Sven Sonnenberg, calciatore tedesco (Berlino, n. 1999)
- Sven Sprangler, calciatore austriaco (Bruck an der Mur, n. 1995)
- Sven Fredrik Stray, calciatore norvegese (Oslo, n. 1985)
- Sven Ulreich, calciatore tedesco (Schorndorf, n. 1988)

## Canoisti(2)
- Sven Johansson, canoista svedese (Västervik, n. 1912 - † 1953)
- Tommy Karls, ex canoista svedese (n. 1961)

## Canottieri(1)
- Sven Schwarz, canottiere olandese (Haarlem, n. 1964)

## Cantanti(1)
- Sven de Caluwé, cantante belga (Waregem, n. 1978)

## Cantautori(1)
- Sven Erik Kristiansen, cantautore e musicista norvegese (n. 1969)

## Cavalieri(2)
- Sven Colliander, cavaliere svedese (Halmstad, n. 1890 - Täby, † 1961)
- Sven Rothenberger, cavaliere tedesco (Francoforte sul Meno, n. 1966)

## Cestisti(3)
- Sven Meyer, ex cestista tedesco (Hambühren, n. 1963)
- Sven Schultze, ex cestista tedesco (Bamberga, n. 1978)
- Sven Ušić, ex cestista e allenatore di pallacanestro jugoslavo (Pola, n. 1959)

## Chimici(1)
- Otto Pettersson, chimico e oceanografo svedese (Göteborg, n. 1848 - Göteborg, † 1941)

## Ciclisti su strada(6)
- Sven Erik Bystrøm, ciclista su strada norvegese (Haugesund, n. 1992)
- Sven Hamrin, ciclista su strada svedese (Härnösand, n. 1941 - † 2018)
- Sven Höglund, ciclista su strada svedese (Uppsala, n. 1910 - Stoccolma, † 1995)
- Sven Krauß, ex ciclista su strada e pistard tedesco (Herrenberg, n. 1983)
- Sven Montgomery, ex ciclista su strada e dirigente sportivo svizzero (Detmold, n. 1976)
- Sven Teutenberg, ex ciclista su strada tedesco (Mettmann, n. 1972)

## Combinatisti nordici(1)
- Sven Israelsson, combinatista nordico svedese (Järna, n. 1920 - Järna, † 1989)

## Compositori(2)
- Anders Bagge, compositore, paroliere e produttore discografico svedese (Stoccolma, n. 1968)
- Einar Englund, compositore finlandese (Ljugarn, n. 1916 - Visby, † 1999)

## Diplomatici(1)
- Sven Alkalaj, diplomatico e politico bosniaco (Sarajevo, n. 1948)

## Direttori della fotografia(1)
- Sven Nykvist, direttore della fotografia svedese (Moheda, n. 1922 - Stoccolma, † 2006)

## Dirigenti sportivi(3)
- Sven Nys, dirigente sportivo, ex ciclocrossista e ciclista su strada belga (Bonheiden, n. 1976)
- Sven Quandt, dirigente sportivo tedesco (n. 1956)
- Sven Vanthourenhout, dirigente sportivo, ex ciclocrossista e ex ciclista su strada belga (Beernem, n. 1981)

## Disc jockey(2)
- Sven Maes, disc-jockey e produttore discografico belga (Sint-Niklaas, n. 1973)
- Sven Väth, disc jockey e produttore discografico tedesco (Obertshausen, n. 1964)

## Esploratori(1)
- Sven Hedin, esploratore e geografo svedese (Stoccolma, n. 1865 - Stoccolma, † 1952)

## Fondisti(3)
- Sven Hansson, fondista svedese (n. 1912 - † 1971)
- Christer Majbäck, ex fondista svedese (Kiruna, n. 1964)
- Sven Utterström, fondista svedese (Boden, n. 1901 - Boden, † 1979)

## Giavellottisti(1)
- Otto Nilsson, giavellottista e discobolo svedese (Göteborg, n. 1879 - Göteborg, † 1960)

## Ginnasti(5)
- Sven Forssman, ginnasta svedese (n. 1882 - † 1919)
- Sven Johnson, ginnasta svedese (Norrköping, n. 1899 - Skärblacka, † 1986)
- Sven Landberg, ginnasta svedese (Stoccolma, n. 1888 - Stoccolma, † 1962)
- Sven Rosén, ginnasta svedese (Stoccolma, n. 1887 - Danderyds, † 1963)
- Sven Tippelt, ex ginnasta tedesco (Lipsia, n. 1965)

## Giocatori di football americano(1)
- Sven Breidenbach, giocatore di football americano tedesco (Colonia, n. 1989)

## Hockeisti su ghiaccio(3)
- Sven Andrighetto, hockeista su ghiaccio svizzero (Sumiswald, n. 1993)
- Sven Bärtschi, ex hockeista su ghiaccio svizzero (Langenthal, n. 1992)
- Sven Tumba, hockeista su ghiaccio, calciatore e golfista svedese (Stoccolma, n. 1931 - Stoccolma, † 2011)

## Ingegneri(2)
- Sven Bylander, ingegnere svedese (n. 1877 - Londra, † 1943)
- Sven Grahn, ingegnere svedese (Stoccolma, n. 1946)

## Lottatori(1)
- Sven Ohlsson, lottatore svedese (Gällaryd, n. 1886 - Hägersten, † 1961)

## Matematici(1)
- Sven Erlander, matematico svedese (Halmstad, n. 1934 - Linköping, † 2021)

## Mezzofondisti(1)
- Sven Lundgren, mezzofondista svedese (Bromma, n. 1896 - Bromma, † 1960)

## Naturalisti(1)
- Sven Ingemar Ljungh, naturalista svedese (Björkö, contea di Jönköping, n. 1757 - Bälaryd, contea di Jönköping, † 1828)

## Nuotatori(3)
- Sven Lodziewski, ex nuotatore tedesco (Lipsia, n. 1965)
- Sven-Pelle Pettersson, nuotatore e pallanuotista svedese (Stoccolma, n. 1911 - Huddinge, † 2000)
- Sven Schwarz, nuotatore tedesco (n. 2002)

## Ostacolisti(1)
- Sven Nylander, ex ostacolista svedese (Varberg, n. 1962)

## Pattinatori di velocità su ghiaccio(2)
- Tomas Gustafson, ex pattinatore di velocità su ghiaccio svedese (Katrineholm, n. 1959)
- Sven Kramer, ex pattinatore di velocità su ghiaccio olandese (Heerenveen, n. 1986)

## Pentatleti(1)
- Sven Thofelt, pentatleta e schermidore svedese (Stoccolma, n. 1904 - Djursholm, † 1993)

## Piloti automobilistici(1)
- Sven Müller, pilota automobilistico tedesco (Magonza, n. 1992)

## Pittori(1)
- Birger Sandzén, pittore svedese (Blidsberg, n. 1871 - † 1954)

## Politici(7)
- Sven Gatz, politico belga (Berchem-Sainte-Agathe, n. 1967)
- Sven Gerich, politico tedesco (Hann. Münden, n. 1974)
- Sven Knoll, politico italiano (Bolzano, n. 1980)
- Sven Mikser, politico estone (Tartu, n. 1973)
- Olof Palme, politico svedese (Stoccolma, n. 1927 - Stoccolma, † 1986)
- Sven Schulze, politico tedesco (Rochlitz, n. 1971)
- Sven Schulze, politico tedesco (Quedlinburg, n. 1979)

## Produttori discografici(1)
- Sven Lõhmus, produttore discografico, compositore e paroliere estone (n. 1972)

## Pugili(2)
- Sven Ottke, ex pugile tedesco (Spandau, n. 1967)
- Sven Paris, ex pugile italiano (Frosinone, n. 1980)

## Radiologi(1)
- Sven Ivar Seldinger, radiologo svedese (Dalarna, n. 1921 - Dalecarlia, † 1998)

## Registi(1)
- Alf Sjöberg, regista e attore svedese (Stoccolma, n. 1903 - Stoccolma, † 1980)

## Saltatori con gli sci(2)
- Sven Hannawald, ex saltatore con gli sci tedesco (Breitenbrunn, n. 1974)
- Sven Selånger, saltatore con gli sci e combinatista nordico svedese (Sundsvall, n. 1907 - Sundsvall, † 1992)

## Scacchisti(1)
- Magnus Carlsen, scacchista norvegese (Tønsberg, n. 1990)

## Schermidori(3)
- Sven Fahlman, schermidore svedese (Stoccolma, n. 1914 - Sollentuna, † 2003)
- Sven Järve, schermidore estone (n. 1980)
- Sven Schmid, schermidore tedesco (Johannesburg, n. 1978)

## Scrittori(5)
- Sven Tito Achen, scrittore danese (Buenos Aires, n. 1922 - † 1986)
- Sven Delblanc, scrittore svedese (Swan River, n. 1931 - Sunnersta, † 1992)
- Sven Hassel, scrittore danese (Frederiksborg, n. 1917 - Barcellona, † 2012)
- Sven Lindqvist, scrittore svedese (Stoccolma, n. 1932 - Stoccolma, † 2019)
- Sven Åge Madsen, scrittore danese (Århus, n. 1939)

## Siepisti(1)
- Anders Gärderud, ex siepista e mezzofondista svedese (Stoccolma, n. 1946)

## Snowboarder(1)
- Sven Thorgren, snowboarder svedese (Sollentuna, n. 1994)

## Sovrani(1)
- Sweyn III di Danimarca, re danese (n. 1125 - Viborg, † 1157)

## Tennisti(2)
- Sven Davidson, tennista svedese (Borås, n. 1928 - Arcadia, † 2008)
- Sven Salumaa, ex tennista statunitense (Huntington, n. 1966)

## Tiratori a segno(1)
- Sven Lundquist, tiratore a segno svedese (Borås, n. 1920 - Lidingö, † 2007)

## Triatleti(1)
- Sven Riederer, triatleta svizzero (n. 1981)

## Velocisti(3)
- Sven Knipphals, velocista tedesco (Hannover, n. 1985)
- Sven Låftman, velocista, lunghista e astista svedese (Filipstad, n. 1887 - Stoccolma, † 1977)
- Sven Malm, velocista svedese (Stoccolma, n. 1894 - Stoccolma, † 1974)

## Zoologi(1)
- Sven Nilsson, zoologo e archeologo svedese (n. 1787 - † 1883)

## Senza attività specificata(1)
- Håkan Norebrink, ex pentatleta svedese (Vreta Kloster, n. 1965)